# Route Salah ad-Din
La route Salah ad-Din (en arabe : طريق صلاح الدين) ou autoroute Salah ad-Din est la principale autoroute de la bande de Gaza, dans l'État de Palestine. Elle traverse le territoire sur 45 km, du poste-frontière de Rafah au sud à celui d'Erez au nord. La route est nommée d'après le commandeur musulman Saladin, qui a vécu au XIIe siècle.

## Histoire
La route Salah ad-Din est une des plus anciennes routes du monde. Les armées de l'Égypte antique, d'Alexandre le Grand, des premières Croisades et de Napoléon Ier ont toutes emprunté cette voie lors de leurs avancées vers le Levant,. Sous une période de domination ottomane, la route s'étend d'El-Arich (Sinaï) au sud jusqu'à l'actuelle Turquie au nord. Pendant plusieurs siècles, la route est surnommée la « Voie des Philistins » ; à cette époque, elle relie l'Égypte à l'actuel Liban, l'actuelle Syrie, l'actuelle Turquie et au-delà. Après avoir pris le contrôle de la Palestine après Première Guerre mondiale, les Britanniques établissent une voie ferrée parallèle à la route Salah ad-Din, entre autres pour transporter des armes. 
Selon l'historien Gerald Butt, « tout le centre de vie » de Gaza est lié à la route Salah ad-Din, qui a « donné à la ville sa raison d'être ». Cependant, depuis la création de l'État d'Israël en 1948 et à cause du conflit israélo-arabe, la route n'assure plus son rôle traditionnel de liaison essentielle entre l'Égypte et la Syrie.
Durant l'occupation de la bande de Gaza par Israël entre 1967 et 2005, de grands tronçons de la route Salah ad-Din sont fermés aux véhicules palestiniens, tandis que douze checkpoints sont tenus par l'armée israélienne. Pendant la Seconde intifada, la route est aussi interdite aux véhicules israéliens, à l'exception de petits tronçons. Depuis la prise de Gaza de 2007 par le Hamas, les checkpoints sont contrôlés par ce dernier.
Le Hamas restaure et élargit la route grâce à des fonds provenant du commerce tunnelier (en). En 2010, le quotidien anglophone émirati The National écrit à propos de la route Salah ad-Din : « Désormais, des agriculteurs [...], mécaniciens [...] et une succession de commerces colorés bordent la route, du centre au sud de la bande de Gaza. Des chameaux zigzaguent sans but entre les voies, des ouvriers cherchent du gravier à la pelle sur le bas-côté, et les camions vacillants et klaxonnant à tue-tête vont et viennent sur la route pour transporter des produits de contrebande et d'assistance au million et demi de Gazaouis [...]. »